# Mildred Adams Fenton
Mildred Adams Fenton (née le 14 novembre 1899 et décédée le 7 décembre 1995) a suivi une formation en paléontologie et en géologie à l'université de l'Iowa. Elle a coécrit des dizaines d'ouvrages scientifiques généraux avec son mari, Carroll Lane Fenton (en), notamment Records of Evolution (1924), Land We Live On (1944) et Worlds in the Sky (1963).

## Jeunesse et éducation
Mildred Adams est née près de West Branch, dans l'Iowa, fille d'Ollie M. Adams et de Mary Ann Yetter Adams. Elle est diplômée de l'université de Chicago, où elle a rencontré son mari Carroll Lane Fenton alors qu'ils étaient tous deux étudiants de premier cycle,.

## Publications sélectionnées
En plus de leurs contributions scientifiques, le couple a écrit cinquante livres sur des sujets scientifiques généraux, et ses photographies étaient souvent utilisées comme illustrations. Sauf indication contraire, Fenton était co-auteur des articles et livres suivants, avec son mari Carroll Lane Fenton.

### Travaux scientifiques
- « Some Black River Brachiopods from the Mississippi Valley » (1922)[6]
- « Nortonechinus, a Devonian Echinoid » (1923)[7]
- The Stratigraphy and Fauna of the Hackberry Stage of the Upper Devonian (1925)[8]
- « A New Species of Schizophoria from the Devonian of Iowa » (1928)[9]
- « Notes on Several forms of Lichenocrinus from Black River Formations » (1929)[10]
- « Some Snail Borings of Paleozoic Age » (1931)[11]
- « Boring Sponges in the Devonian of Iowa » (1932)[12]
- « Orientation and Injury in the Genus Atrypa » (1932)[13]
- « Hail Prints and Mud-Cracks of Proterozoic Age » (1933)[14]
- « Algal Reefs or Bioherms in the Belt Series of Montana » (1933)[15]
- « Atrypae described by Clement L. Webster and related forms (Devonian, Iowa) » (1935)[16]
- « Burrows and Trails from Pennsylvanian Rocks of Texas » (1937)[17]
- « Belt Series of the North: Stratigraphy, Sedimentation, Paleontology » (1937)[18]
- « Archaeonassa: Cambrian Snail Trails and Burrows » (1937)[19]
- « Pre-Cambrian and Paleozoic Algae » (1939)[20]

### Livres scientifiques généraux
- Records of Evolution (1924)
- The World of Fossils (1933)
- The Rock Book
- Land We Live On (1944)
- Rocks and Their Stories (1951)
- Riches from the Earth (1953)[21]
- The Fossil Book: A Record of Prehistoric Life (1958)[22]
- Worlds in the Sky (1963)
- Mountains (1969)[23]

## Vie personnelle
Mildred Adams et Carroll Lane Fenton se sont mariés en 1921. Le couple a créé un fonds de bourses d'études pour les étudiants Hopi de l'université du Nord de l'Arizona. Elle a été présidente des sections du New Jersey et de l'Iowa des Filles des fondateurs et des patriotes d'Amérique. Elle a beaucoup voyagé dans ses dernières années, notamment plusieurs voyages en Australie et une visite en Russie. Carroll est décédée en 1969, et elle est décédée le 7 décembre 1995, à l'âge de 96 ans, à Iowa City.

## Éponymie
M.A.Fenton est l’abréviation botanique standard de Mildred Adams Fenton.
Consulter la liste des abréviations d'auteur en botanique ou la liste des plantes assignées à cet auteur par l'IPNI, la liste des champignons assignés par MycoBank, la liste des algues assignées par l'AlgaeBase et la liste des fossiles assignés à cet auteur par l'IFPNI.